# Syngonorthus subpunctatus
Syngonorthus subpunctatus là một loài bướm đêm trong họ Geometridae.